# Погруддя Ярослава Стецька (Тернопіль)
Погруддя Ярослава Стецька — пам'ятник українському політичному та військовому діячеві, активісту ОУН Ярославові Стецьку в місті Тернополі (Україна). Пам'ятка монументального мистецтва місцевого значення, охоронний номер № 0226.

## Опис
Пам'ятник розташований на початку бульвару Тараса Шевченка.
Скульптор — Микола Невеселий.
У верхній частині постамента викарбуваний напис «Ярослав Стецько».

## З історії пам'ятника
Пам'ятник відкритий у 1998 році.